# Galešnik

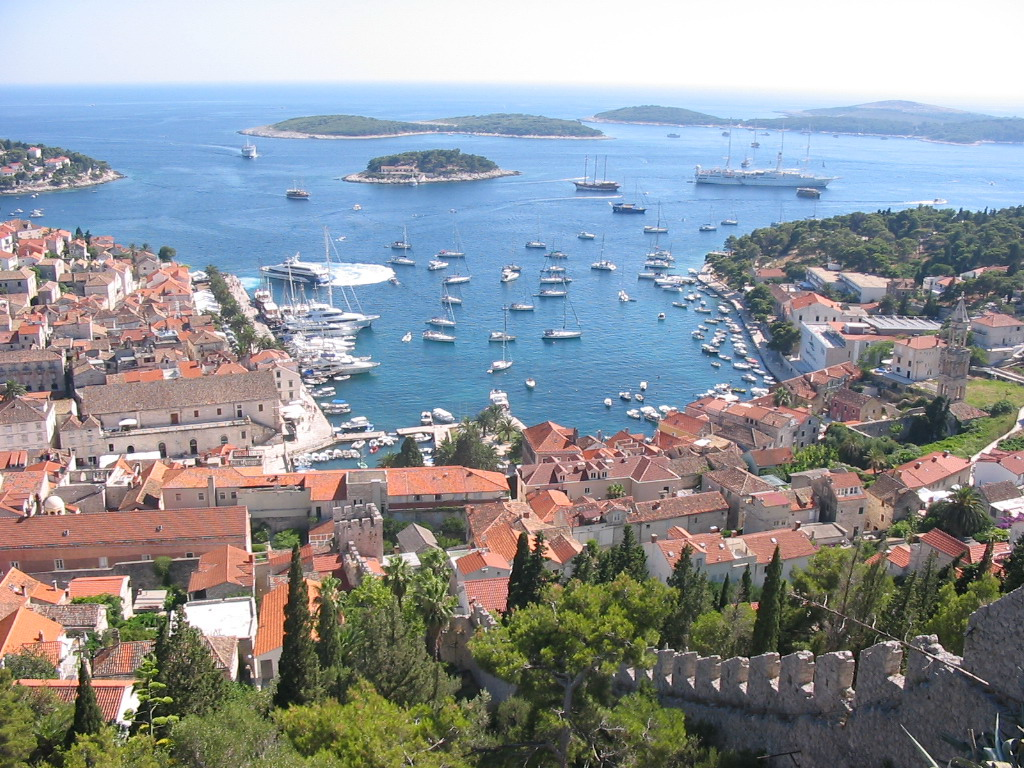
Wyspy Paklinskie, na pierwszym planie wysepka Galešnik, z tyłu Sveti Jerolim, a po prawej fragment wyspy Marinkovac

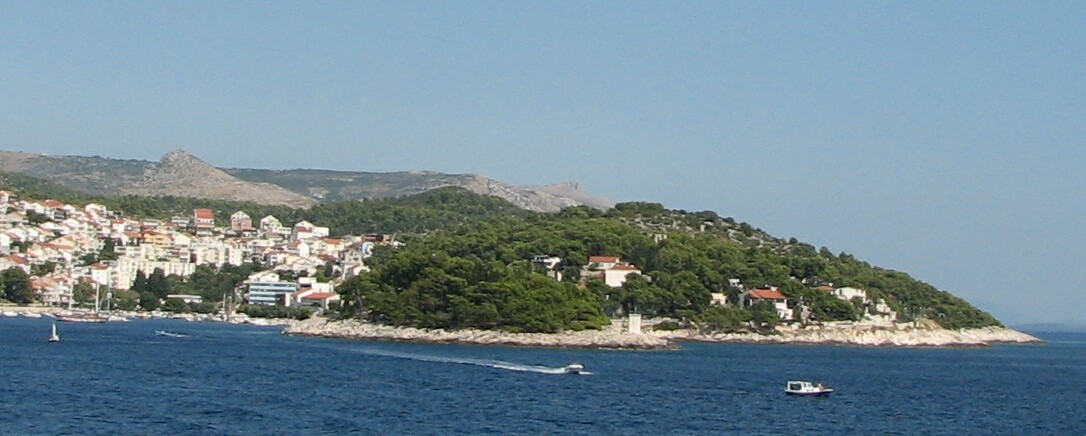
Wysepka Galešnik na tle Hvaru

Galešnik, zwany również Gališnik – chorwacka wysepka na Adriatyku, położona u wyjścia z portu Hvar. Jej powierzchnia wynosi 1,46 ha a długość linii brzegowej 446 m. Wysepka należy do archipelagu wysp Paklińskich.
Na wyspie jest mały fort (zbudowany przez Francuzów) i latarnia morska (sygnał Z Bl 3s).